# Panzer 35(t)
LT-35 eller LT vz. 35 var en tjekkoslovakisk designet let tank som især blev anvendt af Tyskland under 2. verdenskrig. I tysk tjeneste havde den formelt betegnelsen Panzerkampfwagen 35(t) (Pz.Kpfw. 35(t)) men omtales normalt som Panzer 35(t).

## Beskrivelse
LT-35 var et konventionelt tankdesign i slutningen af 1930-erne med nittet pansring, tomandstårn og hækmotor. Hovedarmeringen var en Skoda 37,2 mm kanon. Hertil kom to 7,92 mm maskingeværer. Et usædvanligt aspekt ved kanonindfatningen var muligheden for at betjene det ene maskingevær koaksialt med kanonen eller uafhængig i en kugleaffutage.
Tårnbesætningen bestod af to personer: kommandør/skytte og lader. I chassiset sad køreren til højre og radiooperatøren til venstre for ham. Radiooperatøren havde også et kuglemonteret maskingevær. Der kunne medbringes 72 37 mm-granater og 1800 stk. 7,92 mm-patroner i bælter.
Den 6-cylindrede Škodamotor ydede 120 hk. Den var monteret i bagenden sammen med en 6-trins gearkasse og drev drivhjulene monteret bagerst. Otte små par vejhjul på fire boogier bar kampvognen med et enkelt mellemhjul til forhindringer, og fire bæreruller. Affjedringen var afledt fra Vickers 6-Ton tank. Både transmission, bremser og styretøj var mekanisk forstærket af trykluft, hvilket var mindre trættende for køreren. Det sidste viste sig dog problematisk under de ekstreme forhold på Østfronten.

## Udvikling
LT vz35 blev konstrueret af de tjekkiske Škodaværker, og blev fremstillet fra 1936. 80 blev fremstillet af ČKD-fabrikkerne i 1937. Den samlede produktion blev på 434, heraf 298 til den tjekkoslovakiske hær, 126 til Rumænien (under betegnelsen Škoda R-2) og 10 til Bulgarien. Den tjekkoslovakiske hær havde afgivet den indledende ordre for en S-ll-a i oktober 1934, og havde hastet udviklingen af kampvognen igennem, selv om et stort antal fejl blev konstateret. Den første produktionsordre på 160 tanks blev afgivet den 30. oktober 1935, og levering begyndte i juli 1936. Den tjekkoslovakiske hær afgav en ny ordre på 103 i november 1937 og en tredje på 35 i 1938. I august 1936 afgav Rumænien en ordre på 126 (disse blev leveret fra maj 1937). Afghanistan bestilte 10 i 1938. De afghanske køretøjer blev eksporteret til Bulgarien i 1939 efter ordre fra Tyskland. Den tyske hær overtog 219 eksemplarer fra den tjekkoslovakiske hær i marts 1939.

### Versioner
- S-ll-a – Oprindelige betegnelse for prototyper
- LT vz. 35 – Grundlæggende tjekkoslovakisk version (37 mm A-3-kanon)
- T-11 – eksportversion til Bulgarien med bedre 37 mm A-7-kanon
- LTM 35 – Betegnelse brugt af det tyske kavaleri indtil januar 1940
- Panzerkampfwagen 35(t) – Tysk betegnelse for LT-35
- Panzerbefehlswagen 35(t) – Tysk kommandotank m. mange radioer
- Mörserzugmittel 35(t) – Tysk pansret mortértraktor
- R2 – Rumænsk betegnelse for LT-35
- TACAM R2 – Rumænsk panserjager på R-2 (LT-35) chassis

## Operativ historie
LT vz.35 tanks blev anvendt i den tjekkoslovakiske hær fra 1937 til 1939.
I 1939 bemægtigede den tyske hær sig 219 køretøjer fra den tjekkoslovakiske hær. De blev først brugt, fra 5. juni 1939, af kavaleriet som LTM 35. Efter 16. januar 1940 blev de brugt under betegnelsen Pz.Kpfw. 35(t) af de tyske panserenheder. Bogstavet (t) stod for tschechoslowakisch (tjekkoslovakisk), en betegnelse for erobret udstyr. I tysk service blev disse tanks med deres 37 mm kanon brugt som substitutter for Panzer III.
Den 6. tyske panserdivision brugte 35(t) i Polen, Frankrig og Sovjetunionen. Kampene under invasionen af Sovjetunionen afslørede køretøjets uegnethed til anvendelse i koldt vejr og generelle upålidelighed. I slutningen af november 1941 blev alle PzKpfw 35(t)s rapporteret ude af drift. Denne svaghed, udover deres tynde panser og utilstrækkelige ildkraft betød at de fleste blev trukket tilbage fra panserenhederne og alle de 26, som endnu fungerede i 1942, blev solgt til Rumænien. Fra 1940 og fremad havde der ikke været reservedele til rådighed og tanks måtte genopbygges fra bunden for fortsat at kunne bruges. Det var derfor allerede besluttet at sommerkampagnen i 1941 skulle være deres sidste. Kampvognen forblev i tjeneste for Slovakiet og Rumænien i endnu et år. Nogle blev senere ombygget af Tyskland til at transportere ammunition.
Den slovakiske hær brugte 79 tanks mod Sovjetunionen. Bulgarien brugte 26, leveret fra Tyskland i marts 1940 med en normal A-4-kanon, og 10 tanks med den bedre A-7-kanon leveret i 1939. Den rumænske hær brugte 126 tanks mod Sovjetunionen i 1941 og 1942. 20 tanks blev genopbygget som panserjageren TACAM R-2 med erobrede sovjetiske 76,2 mm kanoner.

## Eksterne links
- Information om Pz.Kpfw. 35(t) ved Panzerworld
- Panzerkampfwagen 35(t) Arkiveret 4. juni 2008 hos  Wayback Machine på Achtung Panzer!
- Erobrede tyske køretøjer – En PDF fil som præsenterer de tyske køretøjer baseret på erobret og modificeret fremmed udstyr (PzKpfw. 35(t), PzKpfw 38(t), 10.5 cm leFH 18(Sf) på Geschützwagen, Marder I, Panzerjäger I, Marder III, Grille, Munitionspanzer 38(t)) som stadig findes.